# Pseudohydromys ellermani
Pseudohydromys ellermani es una especie de roedor de la familia Muridae.

## Distribución geográfica
Se encuentra en Nueva Guinea.